# 石川県道37号輪島山田線
石川県道37号輪島山田線（いしかわけんどう37ごう わじまやまだせん）とは、石川県輪島市と鳳珠郡能登町を結ぶ県道（主要地方道）である。

## 概要

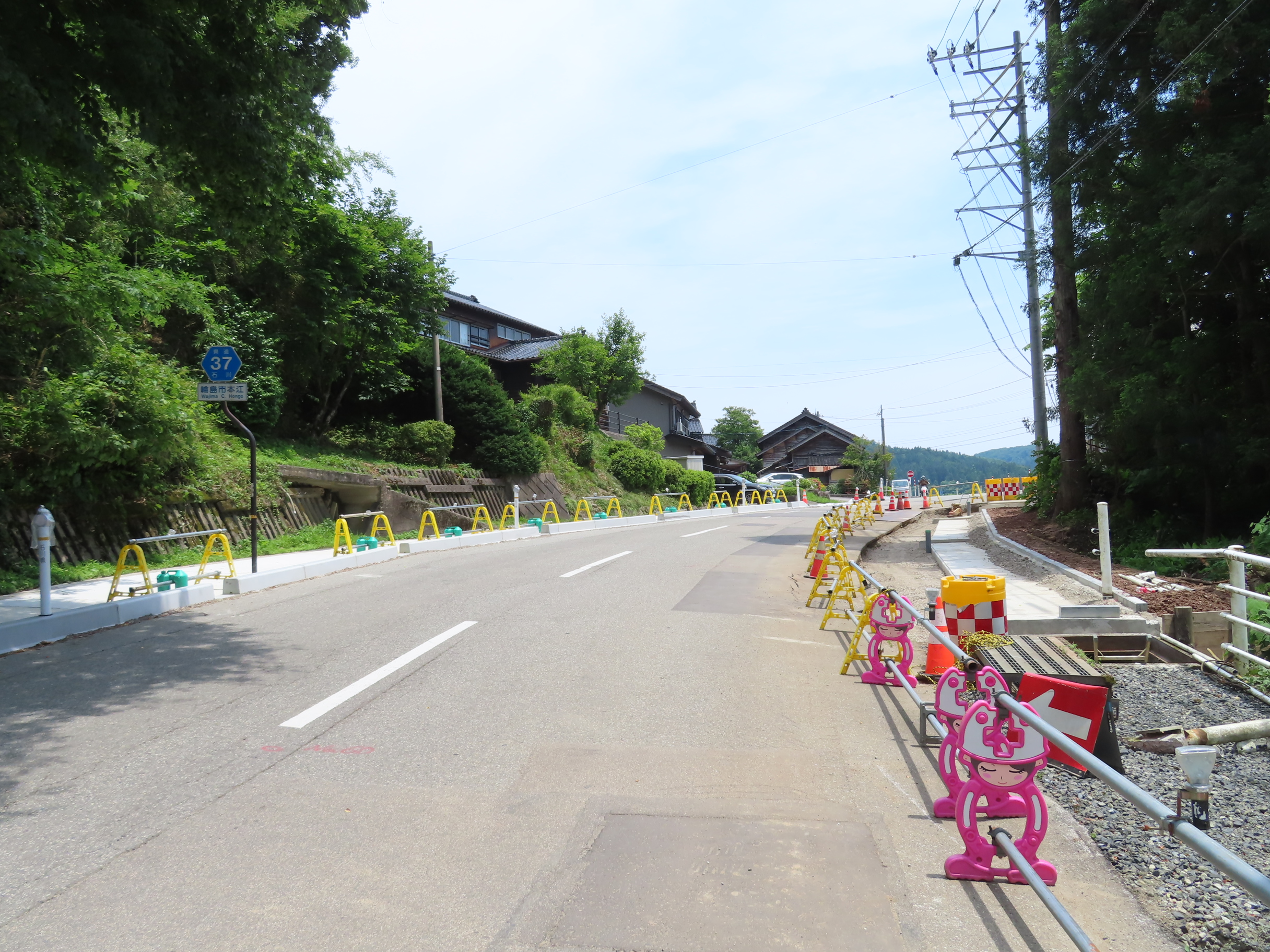
輪島市本江の起点付近

能登半島北部の都市・輪島市から河原田川の支流の1つである仁行川を遡り、東南の方角へ山を越え山田川沿いに内浦側へ下るコースで、当目越え、峰越などの古道とならぶ古くからの街道。外浦の拠点・輪島漁港と内浦の宇出津漁港を結ぶ近道は急峻な山道の多い中で、このコースは比較的傾斜の緩やかな道筋である。
石川県道1号七尾輪島線から分岐して仁行川の最上流部にある与呂見（よろみ）地区までの区間は路線バスが通るものの、長年悪路のままであり、道中バスと行き会ったなら確実にバックしなければ離合できない道であったが、平成に入る頃より急激に改良が進み、輪島市側の区間は多少の急カーブや急勾配は残るものの、概ね両側2車線（片側1車線）が確保された道路となった。しかし、与呂見地区最奥部から能登町に入り、珠洲道路と交差する区間は、普通自動車1台分が辛うじて通行できる狭隘部となっている。市町境からは鋭角に曲がりながら急坂を下る。一方、珠洲道路交差部から先の太田原からは早くに整備され対面交通が確保された比較的快適な道が続くものの、終点直前で急激に幅員狭小となり、終点に至る。

### 路線データ
- 起点：石川県輪島市三井町本江イ部2番甲地先（石川県道1号七尾輪島線交点）
- 終点：石川県鳳珠郡能登町字山田7字2番地先（国道249号交点）

## 歴史
- 1960年（昭和35年）10月15日：「本江山田線」として認定。
- 1977年（昭和52年）1月14日：「輪島山田線」に路線名変更。
- 1993年（平成5年）5月11日 - 建設省から、県道輪島山田線が輪島山田線として主要地方道に指定される[1]。

## 地理

### 通過する自治体
- 輪島市
- 鳳珠郡
  - 能登町

### 交差する道路
- 石川県道1号七尾輪島線 輪島道路（輪島市三井町本江、起点）
- 能越自動車道のと三井IC（輪島市三井町仁行）
- 石川県道275号与呂見藤波線（輪島市三井町与呂見）
- 珠洲道路（石川県道26号珠洲穴水線）（鳳珠郡能登町太田原）
- 石川県道273号鮭尾比良線（鳳珠郡能登町鮭尾）
- 国道249号（鳳珠郡能登町山田、終点）